# Bassignac-le-Haut
Bassignac-le-Haut är en kommun i departementet Corrèze i regionen Nouvelle-Aquitaine i de centrala delarna av Frankrike. Kommunen ligger  i kantonen Saint-Privat som tillhör arrondissementet Tulle. År 2022 hade Bassignac-le-Haut 152 invånare.

## Befolkningsutveckling
Antalet invånare i kommunen Bassignac-le-Haut
Referens:INSEE